# Didier van Cauwelaert

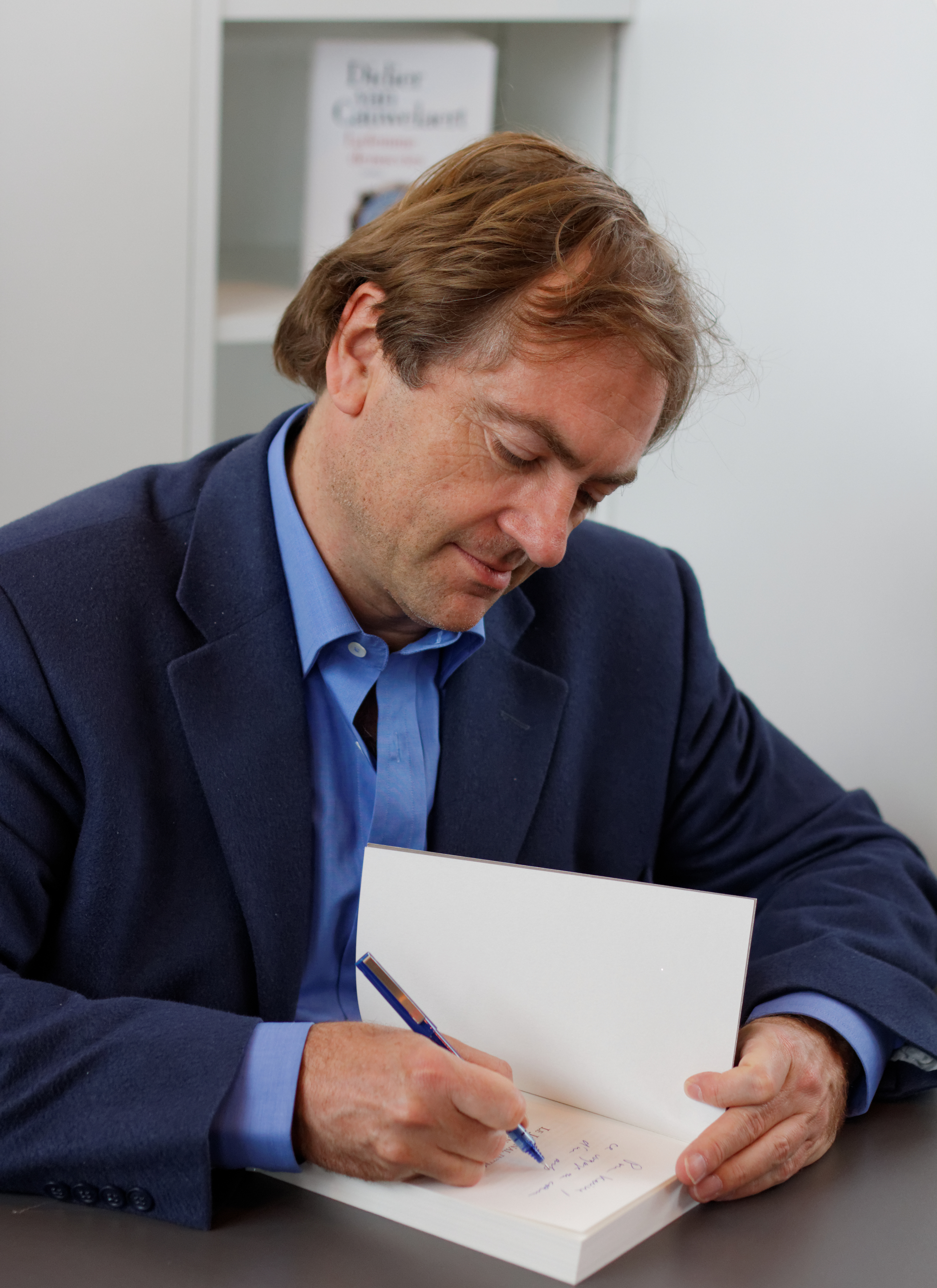
Didier van Cauwelaert (2013)

Didier van Cauwelaert (* 29. Juli 1960 in Nizza) ist ein französischer Schriftsteller aus einer Familie belgischer Abstammung.
Didier van Cauwelaert schreibt seit seiner Kindheit. Nach Tätigkeiten als Schauspieler und als Regisseur von Stücken von Samuel Beckett, Jean Anouilh und Eugène Ionesco, sowie Beiträgen als Kritiker für Kinderliteratur, erhielt er 1981 erstmals das positive Echo eines Verlags, auf eines seiner eingereichten Manuskripte. So begann seine literarische Karriere im Jahre 1982 mit seinem Debütroman Vingt ans et des poussières. Seither hat er mehrere Romane geschrieben, die mehrheitlich gute Kritiken erhielten und in verschiedene Sprachen übersetzt wurden. Außerdem verfasst er Comic-Texte in Zusammenarbeit mit dem Zeichner mit Franck Bonnet und schreibt Theaterstücke und Drehbücher. Van Cauwelaert erhielt verschiedene Literaturpreise, unter anderem 1994 den Prix Goncourt für seinen Roman Das Findelkind (Un aller simple), der im Jahr 2000 von Laurent Heynemann nach eigenem Skript verfilmt wurde. Er war im März 2009 Kandidat eines Sessels in der Académie française, als Nachfolger des verstorbenen Maurice Rheims, ist aber nicht gewählt worden.

## Auf Deutsch erhältliche Werke
(mit Jahresangaben der Ersterscheinung der französischen Originalausgabe)
- 1982: Vingt ans et des poussières
- 1984: Poisson d’amour
- 1986: Les vacances du fantôme; dt.: Die Ferien des Phantoms. Eine Verwandlungskomödie
- 1988: L’orange amère; dt. 1991: Adieu, Pomeranze
- 1991: Un objet en souffrance; dt. 1995: Drei Väter für Adrian
- 1997: Grüße eines Engels
- 1994: Un aller simple; dt.: Das Findelkind
- 1997: La vie interdite; dt. 2000: Auf Seelenspitzen
- 2000: L’éducation d’une fée; dt.: Solange du mich liebst
- 2001: L’apparition; dt.: Die Erscheinung
- 2003: Hors de moi; dt. 2011: Unknown Identity
- 2004: L’Evangile de Jimmy; dt. 2004: Das Evangelium nach Jimmy
- 2006: Cloner le Christ?; dt.: Die Jesus-Formel. Auf der Suche nach dem heiligen Gen
- 2018: Wo ist Albert?